# Lucio Topatigh
Lucio Topatigh (Gallio, 19 ottobre 1965) è un ex hockeista su ghiaccio italiano.
È soprannominato "Il falco di Gallio" e viene considerato il più forte giocatore di hockey di scuola italiana di sempre.

## Carriera
(Bill Meltzer)

### L'esordio con l'Asiago e con la Nazionale
Nato hockeisticamente nell'Hockey Club Gallio e in seguito nell'Asiago Hockey, Topatigh fa il suo esordio in Serie A1 nella stagione 1984-85. Nel corso della stagione successiva fa il suo esordio anche in Nazionale, il 21 dicembre 1985 nella partita persa a Berlino contro la Germania Est per 3 a 1. Il primo gol in maglia azzurra lo mette a segno il giorno dopo, sempre contro la Germania Est (ancora una sconfitta, stavolta per 3 a 2). Nel campionato 1985-86 gioca la sua prima finale scudetto, che l'Asiago perde contro il Merano.

### A Bolzano
Nella stagione 1986-87 passa all'Hockey Club Bolzano, dove resta per cinque stagioni vincendo 2 scudetti, nel 1988 e nel 1990.

### Il ritorno ad Asiago e l'esperienza coi Devils Milano
Ritorna ad Asiago nel 1991-92, dove resta per due stagioni, per poi passare ai Devils Milano, coi quali vince il suo terzo titolo tricolore e la classifica marcatori (1993-94). L'anno successivo la squadra non riesce a ripetersi, e Topatigh torna ad Asiago.

### Il nuovo ritorno ad Asiago e la parentesi a Bolzano
Nel 1995-96, con la squadra dell'altopiano disputa l'Alpenliga, prima dell'inizio del campionato, per passare poi nuovamente al Bolzano per la stagione regolare. Coi biancorossi vince lo scudetto di quell'anno e i due successivi.
Con la stagione 1999-00 il falco torna a casa, ad Asiago. Il primo anno vince nuovamente la classifica marcatori e guida i vicentini alla finale col Bolzano. I giallorossi vi arrivano da favoriti, ma vengono sconfitti dal Bolzano. Topatigh si consola sollevando la sua prima coppa Italia. La riscossa l'anno successivo, al termine del quale l'Asiago vince il suo primo scudetto, il settimo personale per Topatigh che segna ai rigori con il legamento del ginocchio rotto.
L'Asiago nel 2001 bissa anche il successo in coppa Italia. Negli anni successivi, l'Asiago prova a contrastare il dominio dei Milano Vipers, ma l'unica soddisfazione è la Supercoppa italiana del 2003. Al termine di quella stagione per Topatigh c'è anche una breve esperienza (sei incontri) con l'hockey in-line, con i Ghosts Padova che vinsero quello scudetto.
La sua carriera in nazionale sembrava terminata dopo i mondiali del 2002, dopo 238 incontri e 54 gol. A sorpresa invece è stato convocato per i XX Giochi olimpici invernali, ad oltre 40 anni, dove ha disputato altri 5 incontri, senza segnare reti. Dopo essersi preso alcuni mesi di riflessione, Topatigh ha annunciato, il 2 novembre 2006 a campionato iniziato, di proseguire la sua carriera con l'Asiago Hockey per una stagione. Ha giocato poi altri 8 incontri nel successivo campionato 2007-08 stabilendo così un primato: il 19 febbraio 2008, giocando il match Pontebba-Asiago, ha infatti raggiunto - all'età di quasi 43 anni - le 1000 partite giocate nella massima serie.

### Fine dell'attività agonistica e riconoscimenti
Si è ritirato al termine della stagione 2007-08, tuttavia, nel gennaio 2010, in un'intervista a Rai Sport Più ripresa poi dai giornali, Topatigh affermò di essere in procinto di tornare sul ghiaccio con l'HC Bolzano in occasione dei play-off di quel campionato. Durante la conferenza stampa per la presentazione della Coppa Italia svoltasi a Bolzano il presidente della società altoatesina smentì però tale ipotesi.
Nel dicembre del 2014 viene annunciato il suo inserimento nella Hall of Fame della IIHF, vincendo il premio Richard "Bibi" Torriani, che viene assegnato a quei giocatori che hanno ottenuto risultati sopra la media nelle Nazionali non considerate tra le top dell'hockey mondiale. Topatigh diventa il secondo giocatore di scuola italiana ad essere inserito nella Hall of Fame dopo Enrico Calcaterra (portiere degli anni '20 e '30 e tra i fondatori della FISG). L'Asiago, in concomitanza con l'annuncio dell'onorificenza concessa a Topatigh, deciderà di ritirare il suo numero di maglia (il 27).
Nell'aprile 2020 è stato selezionato dalla federazione internazionale nella ideale miglior nazionale italiana di tutti i tempi assieme a Mike Rosati, Robert Oberrauch, Armin Helfer, Roland Ramoser e Mario Chitarroni. Nel successivo mese di novembre è stato insignito della Medaglia d'oro al valore atletico dal CONI, che gli è stata poi consegnata dal presidente del CONI Giovanni Malagò e dal presidente della FISG Andrea Gios il 27 aprile 2021

## Citazioni
(Gino Pasqualotto)
(Bob Oberrauch)

## Vita privata
È sposato dal 2 luglio 1994 con Marzia ed è padre di Tommaso (anch'esso hockeista) e Lucrezia. Già dall'età di 37 anni Topatigh aveva aperto un panificio a Gallio, attività a cui ha deciso di dedicarsi completamente dal momento del ritiro.

## Palmarès

### Club
- Campionato italiano: 7

Bolzano: 1987-1988, 1989-1990, 1995-1996, 1996-1997, 1997-1998
Devils Milano: 1993-1994
Asiago: 2000-2001
- Coppa Italia: 2

Asiago: 2000-2001, 2001-2002

### Individuale
- Maggior numero di reti della Serie A: 2

1993-1994 (54 reti), 1999-2000 (58 reti)
- Capocannoniere della Serie A: 2

1993-1994 (106 punti), 1999-2000 (127 punti)
- Giocatore con più minuti di penalità della Serie A: 1

2001-2002 (95 minuti)
- IIHF Hall of Fame

2015